# الرواق البحري
الرواق البحري شريط من الأرض يمتد عبر أراضي الدولة البحرية، يعني أن لا يكون للدولة منفذ بحري مثل أفغانستان، بوليفيا، بارغواي، تشاد، سويسرا، كوردستان، النمسا، المجر، يحرم الدولة من الاتصال بالعالم الخارجي ويعتمد على الدول المجاورة.
الرواق البحري خانقين: يعتبر من المشروع المستقبلي للكوردستان العراق، عبر أراضي العراقية حتى يوصل شط العرب من خليج،  بطول 400 كم و عمق 160 م و عرض 600 م .